# Mercury Mystique
Mercury Mystique — среднеразмерный автомобиль, который выпускался подразделением Mercury компании Ford Motor Company с середины 1994 по осень 2000 года. Это более престижный вариант Ford Contour на базе Ford Mondeo для европейского рынка.

## Описание
Mercury Mystique является ребеджинговым вариантом Ford Contour, производство которого стартовало 15 августа 1994 года. С европейским аналогом Ford Mondeo Mk1 автомобиль разделяет платформу Ford CDW27.
Осенью 1997 года автомобиль был модернизирован, в результате чего внешний вид стал идентичен Ford Mondeo. Mercury Mystique выпускался в трёх уровнях комплектации:
- GL (1995—1997);
- LX;
- SE[4].

Последний Mystique сошёл с конвейера 19 октября 2000 года.

## Технические характеристики
Комплектации GL и LX оснащались 2,0-литровым бензиновым двигателем Zetec I4 мощностью 125 л. с., а комплектация SE оснащалась 2,5-литровым двигателем Duratec V6 мощностью 170 л. с. Стандартной трансмиссией являлась пятиступенчатая механическая, а опциональной — четырёхступенчатая автоматическая.

## Продажи
| Год  | Mystique |
| ---- | -------- |
| 1999 | 39,531   |
| 2000 | 16,208   |

## Галерея
- 1994—1997 Mercury Mystique
- Вид сзади
- 1998—2000 Mercury Mystique GS Sport